# Kathrin Hartmann

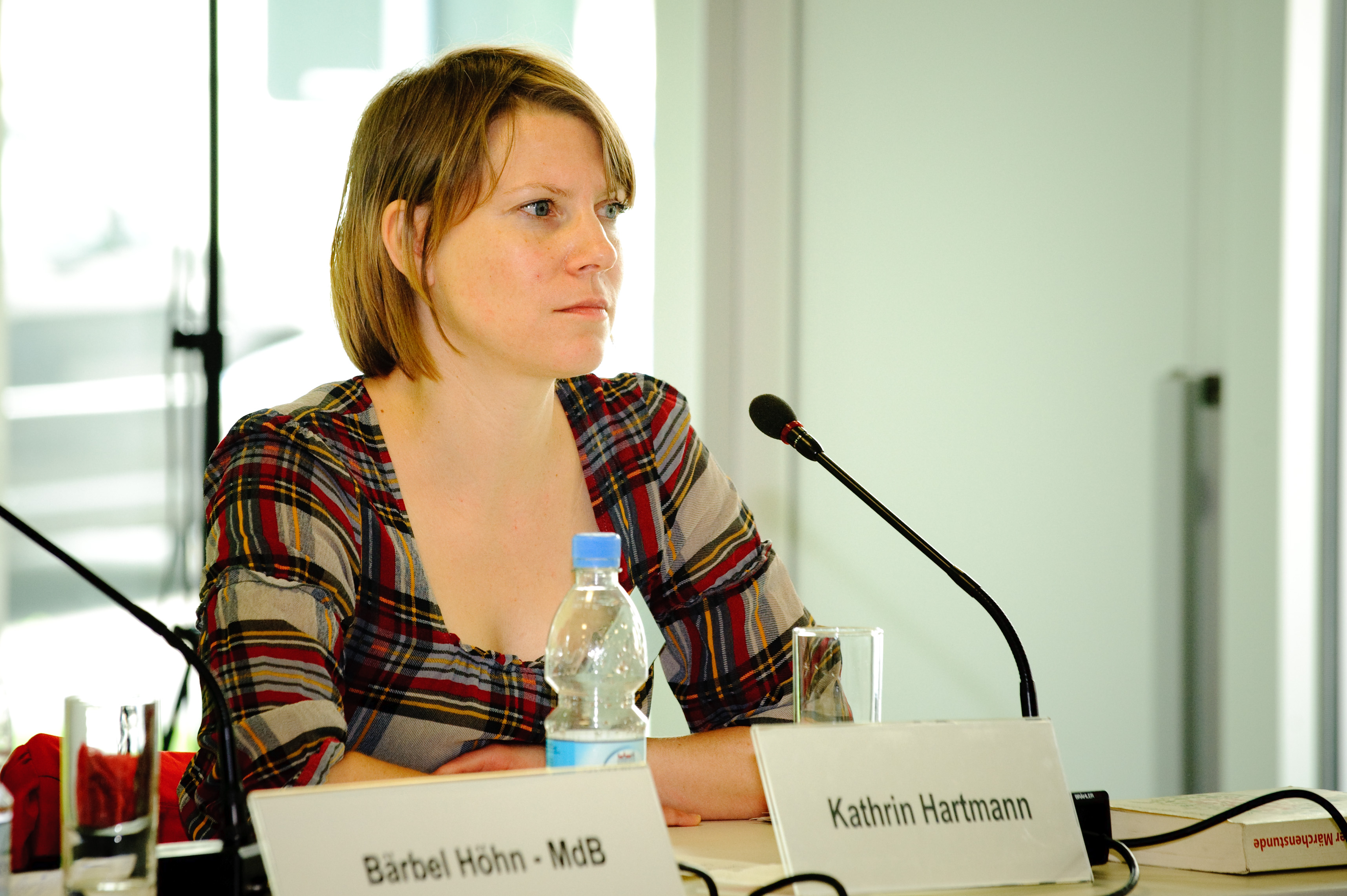
Kathrin Hartmann (2010)

Kathrin Hartmann (* 1972 in Ulm) ist eine deutsche Journalistin und Autorin.

## Leben
Hartmann studierte in Frankfurt am Main Kunstgeschichte, Philosophie und Skandinavistik. Während des Studiums arbeitete sie als freie Autorin für die Frankfurter Rundschau, taz und Titanic. Nach einem Volontariat bei der Frankfurter Rundschau war sie dort Redakteurin. Von 2006 bis 2009 arbeitete sie für die Zeitschrift Neon, seither als freie Journalistin und Buchautorin. Hartmann lebt und arbeitet in München.

## Arbeit
Hartmann schreibt inzwischen regelmäßig für die Zeitungen Der Freitag, Frankfurter Rundschau und die Zeitschrift Dogs. Außerdem war sie als Rechercheurin an der Satire-Sendung Die Anstalt beteiligt. Schwerpunkte ihrer Arbeit sind unter anderem: Konzern-, Kapitalismus- und Globalisierungskritik, soziale Ungleichheit, die Klimakrise und Umweltschutz.

## Veröffentlichungen
- Ende der Märchenstunde. Wie die Industrie die Lohas und Lifestyle-Ökos vereinnahmt. Blessing, München 2009, ISBN 978-3-89667-413-5.
- Wir müssen leider draußen bleiben. Die neue Armut in der Konsumgesellschaft. Blessing, München 2012, ISBN 978-3-89667-457-9.
- Aus kontrolliertem Raubbau. Wie Politik und Wirtschaft das Klima anheizen, Natur vernichten und Armut produzieren. Blessing, München 2015, ISBN 978-3-89667-532-3.
- Die grüne Lüge. Weltrettung als profitables Geschäftsmodell. Blessing, München 2018, ISBN 978-3-89667-609-2.
- Grüner wird's nicht. Warum wir mit der ökologischen Krise völlig falsch umgehen. Blessing, München 2020. ISBN 978-3-89667-661-0.
- Mein grüner Hund. Plädoyer für ein faires Leben mit unseren Vierbeinern. Blessing, München 2022. ISBN 978-3-89667-733-4.
- Öl ins Feuer. Wie eine verfehlte Klimapolitik die globale Krise vorantreibt. Rowohlt, Hamburg 2024. ISBN 978-3-499-01460-4.[2]

## Film
- Die grüne Lüge (2018), zusammen mit Regisseur Werner Boote.

## Auszeichnungen
- 2015: proZukunft Top Ten der Zukunftsliteratur für Aus kontrolliertem Raubbau[3]
- 2016: Siegfried-Pater-Preis für ihre bisherigen journalistischen Recherchen in Entwicklungsländern[4]

### Interviews
- „Veränderungen sind immer erkämpft und nie erkauft worden“, Interview mit Lea Arnold in kritisch lesen, 7. Juli 2015
- „Die Reichen sind die wahren Sozialschmarotzer“, Interview mit Reinhard Jellen in Telepolis, 2. Mai 2012
- „Alle finden das toll“, Interview mit Reinhard Jellen in Telepolis, 12. Oktober 2015
- „Das Geschäft mit den grünen Lügen wächst“, Interview mit Peter Kusenberg in konkret, 1. August 2019
- Wie mehr Klimaschutz gelingen kann, Kathrin Hartmann im Gespräch mit Christian Rabhansl, Deutschlandfunk, 23. Mai 2020
- Warum ich meinen Hund vegetarisch ernähre und ihn nicht autoritär erziehe, Interview mit  Mirjam Beile in Bild der Frau, 12. Mai 2022